# 강리나
강리나(한국 한자: 姜利奈, 1964년 4월 2일 ~ )는 대한민국의 배우 출신 화가이자 설치미술가이다.

## 생애
강리나는 1964년 4월 2일 서울특별시에서 1남 1녀 중 둘째로 태어나 동북초등학교와 중앙여자중학교와 선화예술고등학교 미술과를 거쳐 홍익대학교 동양화과를 거쳐 중앙대학교 예술대학원 예술경영학과를 졸업하였다. 
골프에 취미가 있고 수영에 특기가 있는 그녀는 1985년 대학 전공과 관련한 미술 재료비를 벌기 위해 패션, 광고 모델로 첫 데뷔를 하면서 연예계에 나서게 되었으며 이후 영화 출연 제의를 계기로 영화계에 발을 딛음으로서 영화배우로 활동을 하게 되었다. 그러다가 1996년 《알바트로스》를 끝으로 배우생활을 중단함과 동시에 은퇴를 하였고 이후부터는 화가를 직업으로 삼아 활동중이다.
한편, 1995년 3월 7일 오후 10시 30분 술에 취하여 서울 3토 9203호 그랜저 승용차를 몰고 가다 한남동 한남 낚시점 앞길에서 음주운전 단속에 적발됐으며 다음 날 서울 용산경찰서로부터 도로교통위반혐의로 불구속 입건됐고 3달 뒤 시작된 GTV <사랑만들기> 공동 진행을 맡았으나 음주운전 전력이 있었던 인물이  주류업체(진로)가 최초 모기업이었던 여성 전문 케이블채널 프로그램을 진행하는 것이 부적절하다는 의견이 제기되자 1달여 만에 빠졌으며 본인(강리나) 하차 과정에서 <사랑만들기> 초대 남자 MC 노영국도 본업인 연기활동에 전념하기 위하여 1달 여 만에 하차했다. 

## 학력
- 동북초등학교 (졸업)
- 중앙여자중학교 (졸업)
- 선화예술고등학교 미술과 (졸업)
- 홍익대학교 동양화과 (졸업)
- 중앙대학교 예술대학원 예술경영학과 (졸업)

## 출연작

### 영화
- 1987년 《외계에서 온 우뢰매 전격 쓰리 작전》(외계에서 온 우뢰매3)
- 1988년 《슈퍼 홍길동》
- 1988년 《대물》
- 1989년 《서울 무지개》
- 1989년 《크라이막스 원》
- 1990년 《웨딩드레스》
- 1991년 《변금련》
- 1991년 《밀크초콜릿》
- 1991년 《한희작의 러브러브》
- 1991년 《천국의 계단》
- 1991년 《뽕밭 나그네》
- 1992년 《늪속에 불안개는 잠들지 않는다》
- 1992년 《빠담풍》
- 1992년 《나는 천사라고 부른다》
- 1992년 《특명 미녀군단》
- 1992년 《변금련2》
- 1993년 《에스퍼맨과 우뢰매》(외계에서 온 우뢰매8)
- 1994년 《거꾸로 가는 여자》
- 1994년 《위대한 헌터 GJ》
- 1994년 《무거운 새》(특별출연)
- 1994년 《증발》
- 1994년 《태양속의 남자》
- 1995년 《위대한 헌터 GJ》
- 1996년 《알바트로스》

### 드라마
- 1992년 MBC 청춘드라마 《우리들의 천국》 - 주세은 역
- 1995년 SBS 8.15 특집극 《국화와 칼》 - 사회부 여기자 승연 역
- 1996년 MBC 청춘시트콤 《남자 셋 여자 셋》

## 전시 및 작품활동
<그룹전 &기타활동>
- 89~90. 제1.2회 화연전 - 공평, 경인 (Seoul)
- 한국 영화미술감독 무대설치 제작 다수 참여-서울무지개,눈물의 웨딩드레스,밀크쵸코렛 ,증발 등등(89~95)

제27회 대종상-미술상, 신인여우주연상 수상(주연20여편)
- 90~91.월간 마드모아젤 일러스트“광마의 일기”(Seoul)
- 93. 문인화 정신의 표출전-서울 시립미술관 (Seoul)
- 93~95.현대 수묵회 - 가산, 서남, 현대아트 갤러리(Seoul)
- 98. 현대 한국회화 청년작가 모색전- 경인 (Seoul)
- 89~93.한국 영화미술 다수 참여(Seoul)
- 98. “예술시각의 재조명”- 예술의 전당 (Seoul)
- 99. 현대자동차 “티뷰론”광고-Jhon N Joe Gallery (L.A)
- 99. “화연 전”- 덕원미술관 (Seoul)
- 99. “홍익대학교 동양화과 총동문회전” -공평아트센터 (Seoul)
- 99. “아! 대한민국”- 갤러리 상 (Seoul)
- 99. “Transformation(변신)”- Agora Gallery (뉴욕,소호)
- 99. “모래 퍼포먼스”-국립국악원 예악당, 야외광장 (Seoul)
- 99. “The Millennium Exhibition”-모던아트 갤러리 (L.A)
- 00. 한국공예진흥원 전시 "불면증 시리즈“(Seoul)
- 00. 조각가가 만드는 환경설치 전- 국립극장 (Seoul)
- 01.The 6th International Group Show-“Seoul-Peace”-전쟁기념관 (Seoul)
- 01. City Hall Museum - Pueblo Gallery (L.A)
- 01. The 10th Asian Art Biennale - Bangladesh Shipakala Academy
- 03. 제9회 서울 국제미술제 -세종미술회관-Gwanghwamun Gallery (Seoul)
- 03. 대한민국 청년작가전(Seoul)
- 03. 매일경제신문 매경춘추 칼럼(Seoul)
- 03. 스포츠서울 삽화 "Professional"(Seoul)
- 03. 우리시대 삶과 해학 전-세종문화회관(Seoul)
- 03. 생명과 숲 페스티발,-이벤트기획-공평(Seoul)
- 03. Rieti International Meeting of Finest Art :Theatre Flavio Vespasiano(Rieti, Italy)
- 04. Outdoor Project-FESTIVAL,탄생,비상,축제- 세종문화회관(Seoul)
- 04. 스포츠 서울 삽화 “프로패셔널”(Seoul)
- 04. 유쾌한 상상 작업실 체험展- 제비울 미술관 (Seoul)
- 04,10.제11회 ICAA국제비엔나 교류전-오스트리아 비엔나
- 05. 국악축전 “소리,그림이 되다!” 무대설치-평촌아트홀 (Seoul)
- 05. 서울국제미술제 ICAA-조선일보 미술관 (Seoul)
- 06.9 단원미술제
- 06,10“소리,그림이 되다!”무대설치-파주 북 시티 (Kyunggi Do)
- 06.11 과학과 예술과의 만남 -코엑스,인도양 홀(Seoul)
- 06.12 아트 &파크 전 -순환(Circulation) 성남아트센타(Kyunggi Do)

<개인전>
- 98. 기획전 "낙서" (예술의 전당- Seoul)
- 99. 초대전 "낙서" (Jhon N Joe Gallery -LA)
- 00. 초대전 "Heart Beat, Heart Bit, Heart 빛” (가나인사아트센타- Seoul)
- 01. 8. 초대전 "Nike of Daegu" (우봉미술전시관- Daegu)
- 01. 9. 초대전 "Nike of Busan" (동백아트센타-Pusan)
- 01.10. 초대전 "Nike of Chungnam" (롯데오션캐슬 머큐리룸-Ghung nam)
- 01.11. The 10th Asian Art Biennale "Eleven" (Bangladesh Shipakala Academy)
- 02, 3. 초대전 “은빛 바람꽃을 보다” (송은갤러리- Seoul)
- 02. 2. INSBRUCK ART FAIR "Eleven" (Austria)
- 02. 3. MANIF ART FAIR "Eleven" (Seoul)
- 02. 8. GENEVA ART FAIR "Eleven" (Swiss)
- 03. 4. 초대전 “은빛 바람꽃을 보다” (앨렌킴머피갤러리-Yangpyung)
- 03. 7. 초대전 “3X3=33” (포스코 미술관- Seoul)
- 03. 8. 초대전 “Peace” UNESCO 주최(아카데미하우스- Seoul)
- 04. 9. 초대전 “무지개 백화점”-Rainbow Shop ( KAIST과학기술원 주최-Seoul)
- 04.10. MANIF INTERNATIONAL ART FAIR "Rainbow Highway" (Seoul)
- 07.2 SPECIAL PREVIEW-경향갤러리 (Seoul)

<수상>
- 1990. 27th. 대종상 신인여우주연상 수상, “서울무지개”(Seoul)
- 2002. 9. 송은재단 미술상 “다보탑의 꿈”(Seoul)
- 2003. 1. LA Pasadena Society of Artists Certificate of Award “GRAFITTI”(LA)

<조형설치>
- 송파올림픽공원(몽촌토성)서거정 시비 (1998)
- 주택공사 -“우주를 향한 통로”(2001)
- 코오롱건설 과천 신사옥-“세상의 주인=두뇌세포(2001)
- 롯데오션캐슬 리조트-“세상 속으로”(2001)
- 한솔건설 분당인피니티건물_조형-“영겁회귀”(2003)
- 포스코건설 동탄시범단지-"3x3=33"(2006)

<기타>
월드컵 공식문화행사추진본부 사업팀장(한국미술협회)2002
부산비엔날레 명예홍보사절 위촉 2002
세계베스트디자인 자문위원 2003
한국미술협회회원 남가주미술협회회원
- Graduated from Sun-Hwa art high school
- 1988 B.F.A. (Bachelor's degree of Fine Art), the Department of Oriental paintings,
- the college of Fine Art, Hong-ik University Group Exhibition & Other Ativities
- 1997 Completion of A & C AMP (Art & Culture leadership courses), Graduate
- School of Art, Chungang University
- 1989, 1990 The1st & 2nd Group Exhibition of Hwa Yeon (The Exhibition of Sun Hwa Art High School)

- Gongpeon, Kyung-in Gallery
- 1990 The Group Exhibition of KBS (Korean Broadcasting System) Korean Telent- KBS Self Gallery
- 1990,1991 Illustrator of "Madmoagel" magazine
- 1993 New Expression Exhibition of Calligraphic Paintings Spirit and Modern Painting

-Seoul Metropolitan Museum of Art
- 1993-1995 The Group Exhibition of Contemporary Soo-Mook (Ink- painting) of Modern age-Gasan,

Seonam Gallery, Hyundae Art Gallery
- 1998 The Group Exhibition of Modern Korean painting of Young Artist Preview - Kyung-in Gallery
- 1989-1993 Participation of Korean Movie-related Art
- 1998, 11, 18 - 1998, 11, 26 ANOTHER PERSPECTIVE ON ARTISTIC VIEW, - Seoul Arts Center
- 1999 Hyundae Motors Tiburon AD Visual (Los Angeles)
- 1999 Group Exhibition of Hong ik University - Gongpeon Gallery
- 1999 Group Exhibition “The Republic of Korea” - Gallery Sang
- 1999, 7, 27 - 1999, 8, 21 “Transformation” - Agora Gallery(NY, SOHO)
- 1999, 10 20 - 1999, 10, 21 “Lyrical Fastive Scenery with Poem, Art, Dance & Music” (Sand Perfomance) - The National Center for

Korean Traditional Perfoming Arts
- 1999, 12, 17 ~ 2000, 1, 10 “The Millennium Exhibition” - Moden Art Gallery (Los Angeles)

SOLO EXHIBITION
- 1998, 9, 16 - 1998, 10, 5 Seoul Arts Center
- 1999, 2, 5 - 1999, 2, 20 Jhon N. Joe Gallery (Los Angeles)
- 2000. 8. 16. Gana Art Gallery (Heart Beat, Heart Bit, Heart 빛)
- 2001. 7. 30. Woo-Bong Gallery (Daegu), (NIKE of Daegu)
- 2001. 9. 8. Dong-Baek Art Center (Busan), 8-25 September (NIKE of Busan)
- 2001. 11. 3. Lotte Ocean-Castle, Mercury Art Exhibition Hall (Choongchung

Namdo), 27 October-11 November (NIKE of Choong-Nam)
- INNSBRUCK ARTFAIR : 2002, 2, 28~3, 3
- MANIF ARTFAIR : 2002, 3, 5~3, 17
- 2002. 3 SONG EUN GALLERY“Looking at Silvery Narcissflora“